# 始蜥龍屬
始蜥龍屬（學名：Eothyris）是合弓綱始蜥龍科的一屬，是種食蟲性動物，是Oedaleops的近親。

## 發現與種
始蜥龍目前只有一個種，E. parkeyi，化石只有一個頭骨，發現於德州的Belle Plains地層，年代為二疊紀早期（阿丁斯克階）。頭顱骨的長度約5.7公分。

## 外部連結
- www.kheper.net
- www.palaeos.com